# Championnat d'Amérique du Sud et centrale masculin de handball 2022
Navigation
Brésil 2020 Argentine 2024
Le Championnat d'Amérique du Sud et centrale masculin de handball 2022 est la 2e édition de cette compétition. Elle s'est déroulée du 25 au 29 janvier 2022 à Recife au Brésil.
Le Brésil remporte pour la première fois la compétition devant le tenant du titre, l'Argentine, le Chili et l'Uruguay. Ces quatre équipes sont qualifiées pour le Championnat du monde 2023.

## Équipes qualifiées
Les équipes qualifiées sont :
| Competition                               | Places | Équipes                                           |
| ----------------------------------------- | ------ | ------------------------------------------------- |
| Pays hôte                                 | 1      | Brésil                                            |
| Nations invitées                          | 6 5    | Argentine Bolivie Chili Colombie Paraguay Uruguay |
| Championnat d’Amérique centrale 2021 (en) | 1      | Costa Rica                                        |

## Tour préliminaire

### Groupe A
|   | Équipe    | Pts | J | G | N | P | Bp  | Bc  | Diff |
| - | --------- | --- | - | - | - | - | --- | --- | ---- |
| 1 | Argentine | 4   | 2 | 2 | 0 | 0 | 113 | 26  | 87   |
| 2 | Uruguay   | 2   | 2 | 1 | 0 | 1 | 60  | 52  | 8    |
| 3 | Bolivie   | 0   | 2 | 0 | 0 | 2 | 17  | 112 | -95  |

| 25 Janvier 17h00 | Argentine       | 70 – 8  | Bolivie | Ginásio de Esportes Geraldo Magalhães (en), Recife Arbitrage : Geraldello, Marques |
| 25 Janvier 17h00 | Pizarro (en) 14 | (36–5)  | Rojas 4 | Ginásio de Esportes Geraldo Magalhães (en), Recife Arbitrage : Geraldello, Marques |
| 25 Janvier 17h00 | ×3              | Rapport | ×2      | Ginásio de Esportes Geraldo Magalhães (en), Recife Arbitrage : Geraldello, Marques |

| 26 Janvier 16h00 | Bolivie  | 9 – 42  | Uruguay | Ginásio de Esportes Geraldo Magalhães (en), Recife Arbitrage : Correa, Correa |
| 26 Janvier 16h00 | Zurita 3 | (1–18)  | Rubbo 8 | Ginásio de Esportes Geraldo Magalhães (en), Recife Arbitrage : Correa, Correa |
| 26 Janvier 16h00 | ×1       | Rapport | ×2 ×3   | Ginásio de Esportes Geraldo Magalhães (en), Recife Arbitrage : Correa, Correa |

| 27 Janvier 18h00 | Argentine        | 43 – 18 | Uruguay          | Ginásio de Esportes Geraldo Magalhães (en), Recife Arbitrage : Geraldello, Marques |
| 27 Janvier 18h00 | Baronetto (en) 8 | (18–9)  | Ancheta, Fabra 3 | Ginásio de Esportes Geraldo Magalhães (en), Recife Arbitrage : Geraldello, Marques |
| 27 Janvier 18h00 | ×4               | Rapport | ×1 ×9 ×1         | Ginásio de Esportes Geraldo Magalhães (en), Recife Arbitrage : Geraldello, Marques |

### Groupe B
|   | Équipe     | Pts | J | G | N | P | Bp  | Bc  | Diff |
| - | ---------- | --- | - | - | - | - | --- | --- | ---- |
| 1 | Brésil     | 6   | 3 | 3 | 0 | 0 | 126 | 54  | 72   |
| 2 | Chili      | 4   | 3 | 2 | 0 | 1 | 99  | 72  | 27   |
| 3 | Paraguay   | 2   | 3 | 1 | 0 | 2 | 75  | 113 | -38  |
| 4 | Costa Rica | 0   | 3 | 0 | 0 | 3 | 53  | 114 | -61  |

| 25 Janvier 15h00 | Chili            | 34 – 16 | Costa Rica | Ginásio de Esportes Geraldo Magalhães (en), Recife Affluence : 150 Arbitrage : Konjičanin, Konjičanin |
| 25 Janvier 15h00 | Er. Feuchtmann 6 | (20–8)  | Villegas 4 | Ginásio de Esportes Geraldo Magalhães (en), Recife Affluence : 150 Arbitrage : Konjičanin, Konjičanin |
| 25 Janvier 15h00 | ×4               | Rapport | ×4         | Ginásio de Esportes Geraldo Magalhães (en), Recife Affluence : 150 Arbitrage : Konjičanin, Konjičanin |

| 25 Janvier 20h00 | Brésil            | 46 – 19 | Paraguay | Ginásio de Esportes Geraldo Magalhães (en), Recife Affluence : 300 Arbitrage : Araújo, Perdomo |
| 25 Janvier 20h00 | Hackbarth (en) 11 | (23–12) | Fiore 6  | Ginásio de Esportes Geraldo Magalhães (en), Recife Affluence : 300 Arbitrage : Araújo, Perdomo |
| 25 Janvier 20h00 | ×2                | Rapport | ×4       | Ginásio de Esportes Geraldo Magalhães (en), Recife Affluence : 300 Arbitrage : Araújo, Perdomo |

| 26 Janvier 18h00 | Paraguay    | 25 – 43 | Chili             | Ginásio de Esportes Geraldo Magalhães (en), Recife Affluence : 280 Arbitrage : Conberse, Correa |
| 26 Janvier 18h00 | Samaniego 7 | (13–22) | Er. Feuchtmann 11 | Ginásio de Esportes Geraldo Magalhães (en), Recife Affluence : 280 Arbitrage : Conberse, Correa |
| 26 Janvier 18h00 | ×1 ×5 ×1    | Rapport | ×5                | Ginásio de Esportes Geraldo Magalhães (en), Recife Affluence : 280 Arbitrage : Conberse, Correa |

| 26 Janvier 20h00 | Brésil     | 49 – 13 | Costa Rica  | Ginásio de Esportes Geraldo Magalhães (en), Recife Affluence : 300 Arbitrage : Araújo, Perdomo |
| 26 Janvier 20h00 | Chiuffa 10 | (27–7)  | Gutiérrez 4 | Ginásio de Esportes Geraldo Magalhães (en), Recife Affluence : 300 Arbitrage : Araújo, Perdomo |
| 26 Janvier 20h00 | ×2         | Rapport | ×3          | Ginásio de Esportes Geraldo Magalhães (en), Recife Affluence : 300 Arbitrage : Araújo, Perdomo |

| 27 Janvier 16h00 | Costa Rica | 24 – 31 | Paraguay          | Ginásio de Esportes Geraldo Magalhães (en), Recife Affluence : 280 Arbitrage : Correa, Correa |
| 27 Janvier 16h00 | Molina 5   | (12–18) | Fiore, Martínez 6 | Ginásio de Esportes Geraldo Magalhães (en), Recife Affluence : 280 Arbitrage : Correa, Correa |
| 27 Janvier 16h00 | ×1 ×2      | Rapport | ×1 ×3             | Ginásio de Esportes Geraldo Magalhães (en), Recife Affluence : 280 Arbitrage : Correa, Correa |

| 27 Janvier 20h00 | Brésil    | 31 – 22 | Chili             | Ginásio de Esportes Geraldo Magalhães (en), Recife Affluence : 300 Arbitrage : Konjičanin, Konjičanin |
| 27 Janvier 20h00 | Langaro 5 | (16–13) | Er. Feuchtmann 10 | Ginásio de Esportes Geraldo Magalhães (en), Recife Affluence : 300 Arbitrage : Konjičanin, Konjičanin |
| 27 Janvier 20h00 | ×1 ×3     | Rapport | ×1 ×2             | Ginásio de Esportes Geraldo Magalhães (en), Recife Affluence : 300 Arbitrage : Konjičanin, Konjičanin |

## Matchs de classement
|  | Demi-finale de classement | Demi-finale de classement | Demi-finale de classement | Demi-finale de classement |            |    | Match pour la 5e place | Match pour la 5e place | Match pour la 5e place | Match pour la 5e place |
|  |                           |                           |                           |                           |            |    |                        |                        |                        |                        |
|  |                           |                           |                           |                           |            |    | 29 janvier             |                        |                        |                        |
|  |                           |                           |                           |                           |            |    |                        |                        |                        |                        |
|  |                           |                           |                           |                           |            |    |                        |                        |                        |                        |
|  |                           |                           |                           |                           |            |    |                        |                        |                        |                        |
|  | Paraguay                  | Paraguay                  | 26                        | 26                        |            |    |                        |                        |                        |                        |
|  | Paraguay                  | Paraguay                  | 26                        | 26                        | 28 janvier |    |                        |                        |                        |                        |
|  |                           |                           | Costa Rica                | Costa Rica                | 21         | 21 |                        |                        |                        |                        |
|  | Bolivie                   | Bolivie                   | Costa Rica                | Costa Rica                | 21         | 21 | 16                     | 16                     |                        |                        |
|  | Bolivie                   | Bolivie                   |                           |                           |            |    |                        | 16                     |                        |                        |
|  | Costa Rica                | Costa Rica                | 39                        | 39                        |            |    |                        |                        |                        |                        |
|  | Costa Rica                | Costa Rica                | 39                        | 39                        |            |    |                        |                        |                        |                        |

### Demi-finale de classement
| 28 janvier 16h00 | Bolivie   | 16 – 39 | Costa Rica  | Ginásio de Esportes Geraldo Magalhães (en), Recife Arbitrage : Correa, Correa |
| 28 janvier 16h00 | Lisidro 4 | (8–22)  | Gutiérrez 5 | Ginásio de Esportes Geraldo Magalhães (en), Recife Arbitrage : Correa, Correa |
| 28 janvier 16h00 | ×1 ×2     | Rapport | ×1 ×7       | Ginásio de Esportes Geraldo Magalhães (en), Recife Arbitrage : Correa, Correa |

### Match pour la5eplace
| 29 janvier 16h00 | Paraguay              | 26 – 21 | Costa Rica | Ginásio de Esportes Geraldo Magalhães (en), Recife Arbitrage : Araújo, Perdomo |
| 29 janvier 16h00 | Gonzales, Samaniego 4 | (12–9)  | Molina 8   | Ginásio de Esportes Geraldo Magalhães (en), Recife Arbitrage : Araújo, Perdomo |
| 29 janvier 16h00 | ×1 ×7                 | Rapport | ×1 ×5      | Ginásio de Esportes Geraldo Magalhães (en), Recife Arbitrage : Araújo, Perdomo |

## Phase finale
|  | Demi-finales | Demi-finales |                        |    | Finale     | Finale     |
|  | Demi-finales | Demi-finales |                        |    | Finale     | Finale     |
|  |              |              |                        |    |            |            |
|  | 28 janvier   | 28 janvier   |                        |    | 29 janvier | 29 janvier |
|  | 28 janvier   | 28 janvier   |                        |    | 29 janvier | 29 janvier |
|  | Argentine    | 36           |                        |    | 29 janvier | 29 janvier |
|  | Argentine    | 36           |                        |    | 29 janvier | 29 janvier |
|  | Chili        | 24           |                        |    | 29 janvier | 29 janvier |
|  | Chili        | 24           | Argentine              | 17 |            |            |
|  | 28 janvier   |              | Argentine              | 17 |            |            |
|  |              | Brésil       | 20                     |    |            |            |
|  | Brésil       | Brésil       | 20                     | 48 |            |            |
|  | Brésil       |              |                        | 48 |            |            |
|  | Uruguay      | 20           |                        |    |            |            |
|  | Uruguay      | 20           | Match pour la 3e place |    |            |            |
|  |              |              |                        |    |            |            |
|  | 29 janvier   |              |                        |    |            |            |
|  |              |              |                        |    |            |            |
|  | Chili        | 29           |                        |    |            |            |
|  | Chili        | 29           |                        |    |            |            |
|  | Uruguay      | 21           |                        |    |            |            |
|  | Uruguay      | 21           |                        |    |            |            |

### Demi-finales
| 28 Janvier 18h00 | Argentine   | 36 – 24 | Chili             | Ginásio de Esportes Geraldo Magalhães (en), Recife Arbitrage : Konjičanin, Konjičanin |
| 28 Janvier 18h00 | Fernández 8 | (17–11) | Er. Feuchtmann 10 | Ginásio de Esportes Geraldo Magalhães (en), Recife Arbitrage : Konjičanin, Konjičanin |
| 28 Janvier 18h00 | ×4          | Rapport | ×1 ×5 ×2          | Ginásio de Esportes Geraldo Magalhães (en), Recife Arbitrage : Konjičanin, Konjičanin |

| 28 Janvier 20h00 | Brésil                       | 48 – 20 | Uruguay  | Ginásio de Esportes Geraldo Magalhães (en), Recife Arbitrage : Conberse, Correa |
| 28 Janvier 20h00 | Dutra (en), Hackbarth (en) 8 | (21–10) | Borba 5  | Ginásio de Esportes Geraldo Magalhães (en), Recife Arbitrage : Conberse, Correa |
| 28 Janvier 20h00 | ×3                           | Rapport | ×1 ×3 ×1 | Ginásio de Esportes Geraldo Magalhães (en), Recife Arbitrage : Conberse, Correa |

### Match pour la3eplace
| 29 Janvier 18h00 | Chili            | 29 – 21 | Uruguay | Ginásio de Esportes Geraldo Magalhães (en), Recife Arbitrage : Conberse, Correa |
| 29 Janvier 18h00 | Er. Feuchtmann 6 | (16–11) | Rubbo 5 | Ginásio de Esportes Geraldo Magalhães (en), Recife Arbitrage : Conberse, Correa |
| 29 Janvier 18h00 | ×3 ×8            | Rapport | ×5      | Ginásio de Esportes Geraldo Magalhães (en), Recife Arbitrage : Conberse, Correa |

### Finale
| 29 Janvier 20h00 | Argentine           | 17 – 20 | Brésil           | Ginásio de Esportes Geraldo Magalhães (en), Recife Arbitrage : Konjičanin, Konjičanin |
| 29 Janvier 20h00 | James Parker (en) 5 | (10–10) | Hackbarth (en) 5 | Ginásio de Esportes Geraldo Magalhães (en), Recife Arbitrage : Konjičanin, Konjičanin |
| 29 Janvier 20h00 | ×1 ×2               | Rapport | ×1 ×4            | Ginásio de Esportes Geraldo Magalhães (en), Recife Arbitrage : Konjičanin, Konjičanin |

## Classement final
| Rang                                | Équipe     | J | G | N | P | Bp  | Bc  | Diff |
| ----------------------------------- | ---------- | - | - | - | - | --- | --- | ---- |
| Médaille d'or, Amérique du Sud      | Brésil     | 5 | 5 | 0 | 0 | 194 | 91  | 103  |
| Médaille d'argent, Amérique du Sud  | Argentine  | 4 | 3 | 0 | 1 | 166 | 70  | 96   |
| Médaille de bronze, Amérique du Sud | Chili      | 5 | 3 | 0 | 2 | 152 | 129 | 23   |
| 4                                   | Uruguay    | 4 | 1 | 0 | 3 | 101 | 129 | -28  |
| 5                                   | Paraguay   | 4 | 2 | 0 | 2 | 101 | 134 | -33  |
| 6                                   | Costa Rica | 5 | 1 | 0 | 4 | 113 | 156 | -43  |
| 7                                   | Bolivie    | 3 | 0 | 0 | 3 | 33  | 151 | -118 |

## Statistiques et récompenses

### Buteurs
| Rang | Joueur                    | Buts |
| ---- | ------------------------- | ---- |
| 1    | Erwin Feuchtmann          | 38   |
| 2    | Rudolph Hackbarth (en)    | 35   |
| 3    | Federico Gastón Fernández | 26   |
| 4    | Guilherme Torriani (en)   | 24   |
| 5    | Gustavo Rodrigues         | 19   |
| 5    | Fábio Chiuffa             | 19   |
| 7    | Esteban Salinas (en)      | 18   |
| 7    | David Molina              | 18   |
| 9    | Leonardo Dutra (en)       | 17   |
| 10   | James Parker (en)         | 16   |

### Équipe-type
L'équipe-type de la compétition est :
| Poste          | Joueur                  |
| -------------- | ----------------------- |
| Gardien de but | Leonel Maciel           |
| Ailier droit   | Rudolph Hackbarth (en)  |
| Arrière droit  | Rodrigo Salinas Muñoz   |
| Demi-centre    | João Pedro Silva        |
| Arrière gauche | James Parker (en)       |
| Ailier gauche  | Ignacio Pizarro (en)    |
| Pivot          | Rogério Moraes Ferreira |